# Krim-Observatorium

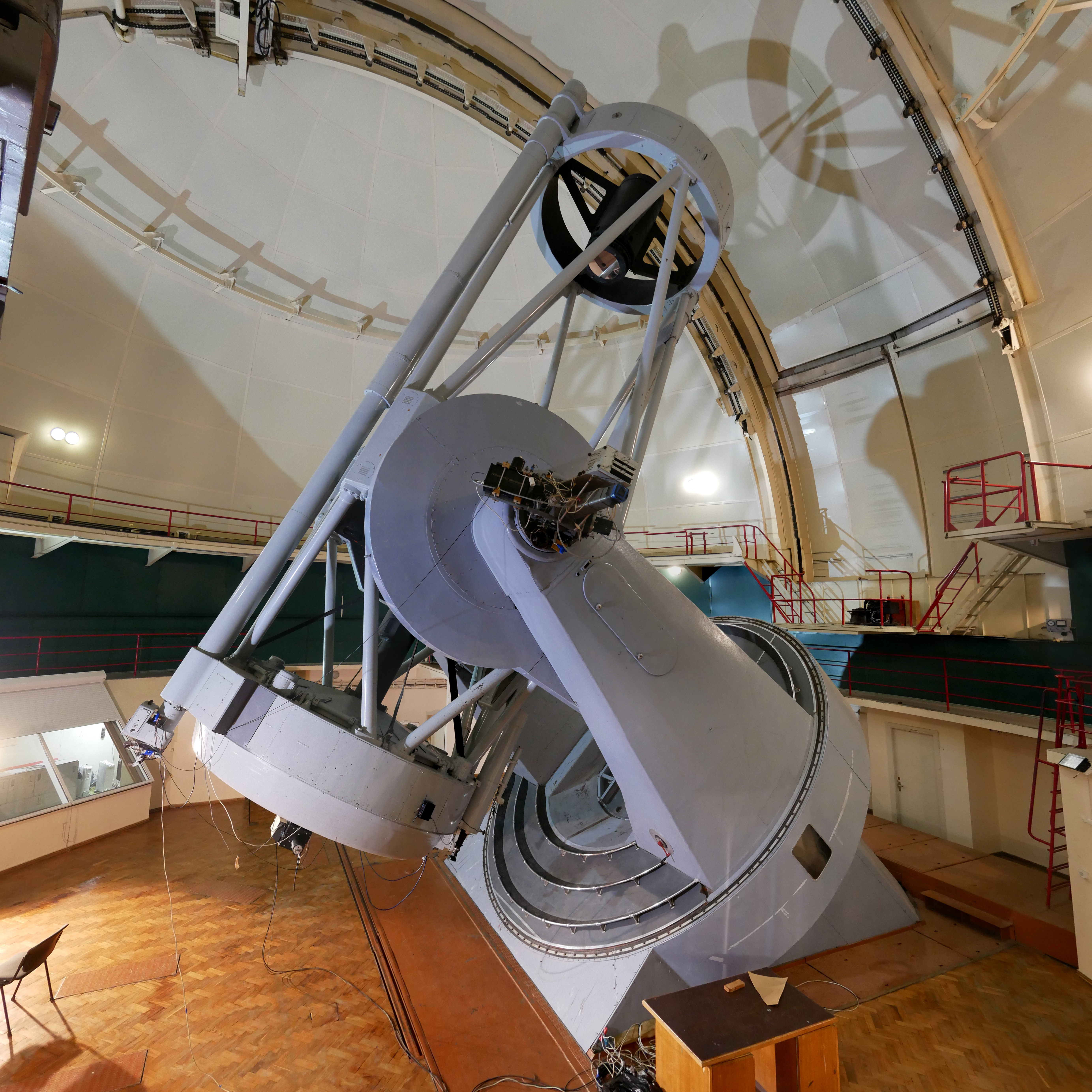
2,6-m-Teleskop ЗТА

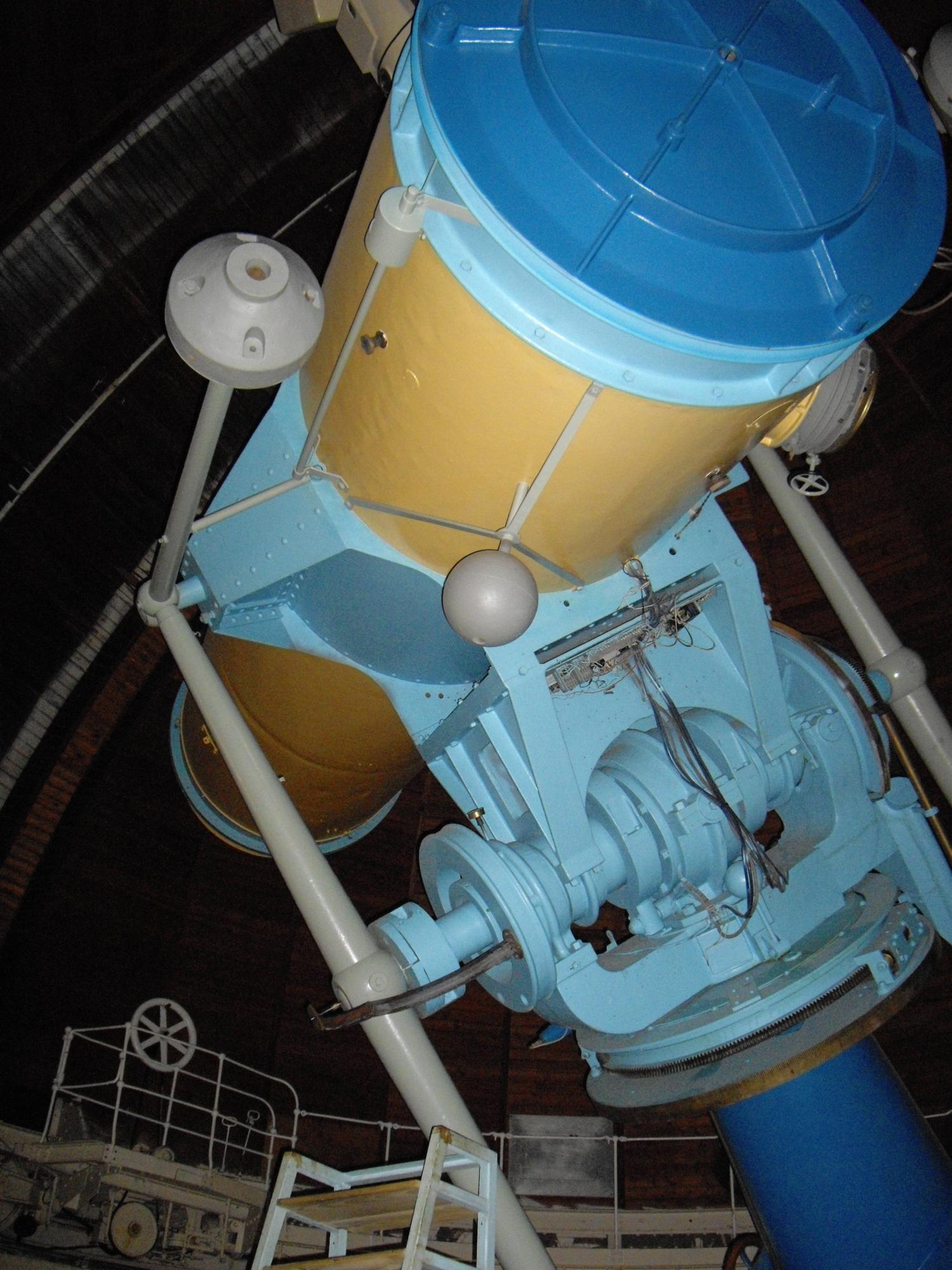
Ursprünglich aus der Sternwarte Berlin-Babelsberg stammendes 1,20-m-Teleskop

Das Krim-Observatorium ist ein astronomisches Observatorium auf der Halbinsel Krim. Das 1900 gegründete Observatorium hat zwei Sternwarten in etwa 30 km Abstand. Es ist seit langem für seine Entdeckungen auf dem Gebiet der Astrophysik und der Kleinplaneten bekannt.

## Lage
Die ehemals sowjetische Einrichtung besteht heute
- aus dem Observatorium in Nautschnyj, etwa 30 km von Simferopol entfernt (560 m hoch gelegen)
- und der Zweigstelle Simejis, 16 km südwestlich von Jalta (auf etwa 200 m Höhe, 44° 24′ 46,2″ N, 33° 59′ 29,7″ O).

## Geschichte
Das Observatorium in Simejis existiert schon seit 1900. Damals wurde es als Privatsternwarte gegründet und später, 1912, vom Pulkowo-Observatorium (südlich von Sankt Petersburg) als südliche Außenstelle übernommen. Nach der Zerstörung im Zweiten Weltkrieg wurde es bis 1948 wieder aufgebaut. Dabei wurde auch das 120-cm-Spiegelteleskop der damaligen Sternwarte Berlin-Babelsberg als Reparationsleistung demontiert und samt seiner Kuppel in Simejis wieder aufgebaut. Die Einrichtung in Nautschnyj ist jünger und wurde erst 1949 fertiggestellt.
Durch den Zusammenbruch der Sowjetunion gehörte das Observatorium der Ukraine, allerdings gab es neben der Zusammenarbeit mit europäischen Wissenschaftlern auch eine enge Kooperation mit Russland. Mit der völkerrechtswidrigen Annexion der ukrainischen Halbinsel Krim durch Russland im März 2014 wurde auch das Krim-Observatorium durch Russland besetzt.

## Ausstattung und Aufgaben
Das Observatorium ist mit einem 70-cm AZT-8, 50-cm-Maksutov-Teleskop, zwei Reflektoren mit 1,2 m und 2,6 m Öffnung, einem Koronographen, zwei Sonnentürmen und einem 40-cm-Doppelastrographen ausgestattet. Außerdem befindet sich in Simejis ein 22-m-Radioteleskop.
In Nautschnyj ist zudem die südliche Außenstelle des Staatlichen Sternberg-Instituts für Astronomie der Moskauer Lomonossow-Universität untergebracht.
Der Forschungsschwerpunkt des Observatoriums liegt in den Gebieten der Sonnenphysik, der Beobachtung von Doppelsternsystemen, der Radialgeschwindigkeit von Sternen und der Erforschung von Quasaren.

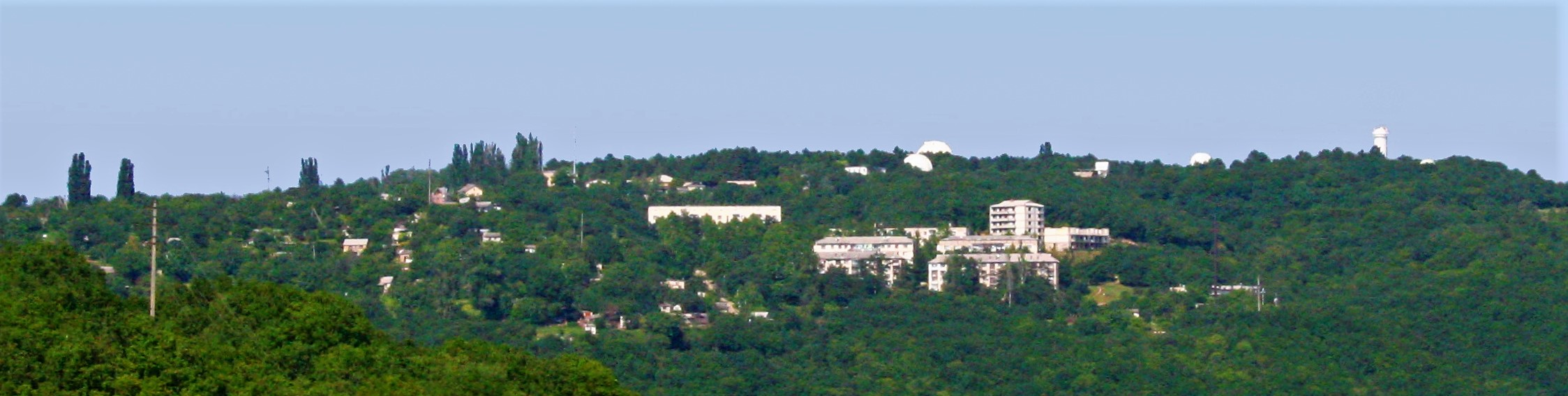
Sicht auf das Krim-Observatorium und auf Nautschnyj vom nahen Platz „Скалы“ (‚Der Felsen‘) aus; die Kuppeln der Observatorien von links nach rechts: 2,6-m-ZTSH-Teleskop, 1,25-m-AZT-11-Teleskop und das BST-1-Solar-Teleskop.